# Ad Inferna
Ad Inferna war eine französische Metal-Band. 2015 wurde sie aufgelöst.

## Geschichte
Ad Inferna wurde 1996 ursprünglich als „De Profundis“ gegründet und veröffentlichte unter diesem Namen 1998 das Debütalbum Siècles de Cendres, welches nach der Umbenennung im Jahr 2000 unter dem neuen Namen wiederveröffentlicht wurde.
Das tatsächliche erste Album unter dem Namen Ad Inferna erschien 2002 über das deutsche Label Silverdust Records. Der Stil auf L’empire des Sens war Dark Metal und die Band wurde mit Dimmu Borgir und Catamenia verglichen.
Nachdem sich die Band zwischenzeitlich aufgelöst hatte und von 2003 bis 2008 pausierte, zeigte sich auf zweiten Studioalbum Trance 'n' Dance ein deutlicher Stilwechsel hin zu Techno- und Dance-Elementen, während die Dark-Metal-Elemente deutlich zurücktraten.
Diesem Stil ist die Band auch auf den nachfolgenden Alben weitgehend treu geblieben.

## Diskografie

### Alben
- 2002: L’empire des Sens (Silverdust Records)
- 2009: Trance 'n' Dance (Skaldic Art Productions)
- 2010: DSM (Nilaihah Records)
- 2012: Ultimum Omnium (DSM Music)
- 2013: Im Mortelle (DSM Music)
- 2014: Opus 7: Elevation (Advoxya Records)

### Sonstige
- 2000: Siècles de Cendres (Re-Release, ursprünglich 1998 als De Profundis via Nocturnal Music)
- 2008: Metamorphose (EP, Eigenveröffentlichung)
- 2009: Sexual Music for Sexual Mass (Download-EP, Aural Music)
- 2011: eXsangue (Download-Single, Eigenveröffentlichung)
- 2012: Moïra (Bewitched By Jana Cova) (Download-Single, Eigenveröffentlichung)
- 2012: Héroïne: Revisited Trance und Tanz (Kompilation, Ionium Records)